# Tirzepatide
Tirzepatide is een antidiabeticum dat wordt gebruikt voor de behandeling van diabetes type 2 en voor gewichtsverlies. Tirzepatide wordt toegediend via subcutane injecties (onder de huid). Het wordt verkocht onder de merknamen Mounjaro voor de behandeling van diabetes,  en Zepbound voor gewichtsverlies.
Tirzepatide is een GIP-receptor en GLP-1-agonist. De meest voorkomende bijwerkingen zijn misselijkheid, braken, diarree, verminderde eetlust, constipatie, ongemak in de bovenbuik en buikpijn.
Tirzepatide werd in mei 2022 in de Verenigde Staten goedgekeurd voor de behandeling van diabetes, in september 2022 in de Europese Unie, in november 2022 in Canada, en in december 2022 in Australië.  De Amerikaanse Food and Drug Administration (FDA) beschouwt het als een medicijn dat de eerste in zijn soort is. Het werd in november 2023 door de FDA goedgekeurd voor gewichtsverlies. In november 2023 heeft de Britse Medicines and Healthcare products Regulatory Agency de indicatie voor tirzepatide herzien om behandeling voor gewichtsverlies op te nemen.
In april 2024 gaf de database van de Food and Drug Administration over medicijntekorten aan dat de meeste doses van Zepbound en Mounjaro tot en met het tweede kwartaal van 2024 schaars zullen zijn.

## Medische toepassingen
Tirzepatide is geïndiceerd om de bloedsuikerspiegel te reguleren bij volwassenen met diabetes type 2, als aanvulling op dieet en lichaamsbeweging.
Tirzepatide is ook geïndiceerd als aanvulling op een caloriearm dieet en verhoogde fysieke activiteit voor chronisch gewichtsbeheer.
Tirzepatide heeft in een fase 3-onderzoek aanzienlijke voordelen laten zien bij obese patiënten met een veelvoorkomend type hartfalen (HFpEF). Gedurende twee jaar verminderde tirzepatide het risico op ernstige complicaties, waaronder spoedbezoeken voor hartfalen, ziekenhuisopnames, intensievere diuretische behandeling en cardiovasculaire sterfgevallen, met 38% vergeleken met placebo. Hiermee is tirzepatide het tweede GLP-1-medicijn dat positieve resultaten laat zien op dit gebied, na semaglutide.

## Contra-indicaties
Tirzepatide is gecontraindiceerd voor gebruik bij mensen met een persoonlijke of familiegeschiedenis van medullair schildkliercarcinoom of voor gebruik bij mensen met het type multipel endocrien neoplasiesyndroom-2.

## Bijwerkingen
Uit preklinische fase I en fase II onderzoeken is gebleken dat tirzepatide bijwerkingen vertoont die vergelijkbaar zijn met die van andere bekende GLP-1-receptoragonisten, zoals dulaglutide. Deze effecten doen zich grotendeels voor in het maag-darmkanaal. De meest voorkomende bijwerkingen zijn misselijkheid, diarree en braken. De incidentie hiervan neemt toe naarmate de dosering hoger is (hoe hoger de dosis, hoe waarschijnlijker dit is). Het aantal patiënten dat stopte met het innemen van tirzepatide nam ook toe naarmate de dosering werd verhoogd, waarbij patiënten 15 mg met een stopzettingspercentage van 25% versus 5,1% voor 5 mg-patiënten en 11,1% voor dulaglutide. In iets mindere mate rapporteerden patiënten ook een verminderde eetlust. Andere gerapporteerde bijwerkingen waren dyspepsie, constipatie, buikpijn, duizeligheid en hypoglykemie.

## Farmacologie
Tirzepatide is een analoog van Glucoseafhankelijk insulinotropisch polypeptide (GIP), een menselijk hormoon dat de afgifte van insuline door de alvleesklier stimuleert. Tirzepatide is een lineair polypeptide van 39 aminozuren dat chemisch is gemodificeerd door lipidering om de opname in cellen en de stabiliteit ervan bij het metabolisme te verbeteren. In 2021 werden de fase III- proeven wereldwijd afgerond.

### Werkingsmechanisme
Tirzepatide heeft een grotere affiniteit voor GIP-receptoren dan voor GLP-1-receptoren, en dit duale agonistische gedrag blijkt tot een grotere vermindering van hyperglycemie te leiden vergeleken met een selectieve GLP-1-receptoragonist. Uit signaleringsonderzoeken is gebleken dat tirzepatide de werking van natuurlijk GIP op de GIP-receptor nabootst. Bij de GLP-1- receptor neigt tirzepatide echter naar de aanmaak van cAMP (een stof die verband houdt met de regulering van het glycogeen-, suiker- en lipidenmetabolisme) in plaats van naar de aanmaak van β-arrestine. Deze combinatie van voorkeur voor de GIP-receptor en verschillende signaaleigenschappen bij GLP-1 suggereert dat dit bevooroordeelde agonisme de insulinesecretie verhoogt. Er is gerapporteerd dat tirzepatide de niveaus van adiponectine verhoogt, een adipokine die betrokken is bij de regulering van zowel glucose- als lipidenmetabolisme, met een maximale toename van 26% ten opzichte van de uitgangswaarde na 26 weken, bij de 10 mg dosering.

## Scheikunde

### Structuur
Tirzepatide is een analoog van het menselijke GIP-hormoon met een C20- vetzuurgedeelte eraan vast, dat wordt gebruikt om de opname en het metabolisme van de verbinding te optimaliseren. Het vetzuurgedeelte (eicosandizuur) is via een glutaminezuur en twee (2-(2-aminoethoxy)ethoxy)azijnzuureenheden verbonden met de zijketen van het lysineresidu. Deze opstelling zorgt voor een veel langere halfwaardetijd, waardoor de tijd tussen de doses wordt verlengd, vanwege de hoge affiniteit voor albumine.

### Synthese
De synthese van tirzepatide werd voor het eerst bekendgemaakt in patenten ingediend door Eli Lilly and Company. Hierbij wordt gebruikgemaakt van standaard vastefasepeptidesynthese, met een allyloxycarbonylbeschermende groep op de lysine op positie 20 van de lineaire keten van aminozuren, waardoor een laatste reeks chemische transformaties mogelijk wordt waarin de zijketenamine van die lysine wordt gederivatiseerd met het lipidebevattende fragment.
Er zijn grootschalige productieprocessen voor deze verbinding gerapporteerd.

## Geschiedenis
Eli Lilly and Company vroeg begin 2016 voor het eerst een patent aan voor een methode voor glycemische controle met behulp van tirzepatide. Het patent werd eind dat jaar gepubliceerd. Nadat Eli Lilly de klinische proeven in fase III had doorstaan, diende het in oktober 2021 een aanvraag in voor goedkeuring door de FDA, met een voucher voor prioriteitsbeoordeling.
Na de voltooiing van de SURPASS-2-studie (NCT03987919) maakte het bedrijf in april 2022 bekend dat tirzepatide met succes aan de eindpunten had voldaan bij obese en patiënten met overgewicht zonder diabetes.
In door de industrie gefinancierde voorlopige onderzoeken waarin tirzepatide werd vergeleken met het bestaande diabetesmedicijn semaglutide (een geïnjecteerd analoog van het hormoon GLP-1 ), liet tirzepatide een kleine verbetering zien van de reducties (2,01%–2,30%, afhankelijk van de dosering) in de tests op geglyceerd hemoglobine ten opzichte van semaglutide (1,86%). Uit onderzoek is gebleken dat een dosis van 10 mg ook effectief is bij het verminderen van insulineresistentie, met een vermindering van ongeveer 8% ten opzichte van de basislijn, gemeten met HOMA2-IR (berekend met nuchtere insuline). De nuchtere niveaus van IGF- bindende eiwitten zoals IGFBP1 en IGFBP2 namen toe na behandeling met tirzepatide, waardoor de insulinegevoeligheid toenam.
De FDA heeft tirzepatide goedgekeurd op basis van bewijsmateriaal uit negen klinische onderzoeken met 7769 deelnemers met diabetes type 2, waarvan 5.415 deelnemers tirzepatide kregen. De proeven werden uitgevoerd op 673 locaties in 24 landen, waaronder Argentinië, Australië, Brazilië, Canada, India, Israël, Japan, Mexico, de Russische Federatie, Zuid-Korea, Taiwan, de Europese Unie en de Verenigde Staten (inclusief Puerto Rico). Alle negen onderzoeken werden gebruikt om de veiligheid te beoordelen en vijf van deze onderzoeken werden gebruikt om de werkzaamheid van tirzepatide te beoordelen. De vijf onderzoeken die werden gebruikt bij de evaluatie van de werkzaamheid omvatten 6263 volwassen deelnemers met diabetes type 2. Vier aanvullende onderzoeken (NCT #03131687, NCT #03311724 NCT #03861052, NCT #03861039) werden opgenomen in de veiligheidsevaluatie, voor een totaal van 7769 volwassen deelnemers met diabetes type 2; daarom kan het aantal deelnemers dat bevindingen met betrekking tot de werkzaamheid vertegenwoordigt verschillen van het aantal deelnemers dat bevindingen met betrekking tot de veiligheid vertegenwoordigt vanwege verschillende groepen deelnemers aan het onderzoek die zijn geanalyseerd op werkzaamheid en veiligheid. De voordelen van tirzepatide voor de behandeling van volwassen deelnemers met diabetes type 2 werden voornamelijk geëvalueerd in vijf klinische onderzoeken. In twee van deze onderzoeken (NCT #03954834 en NCT #04039503) werden de deelnemers willekeurig toegewezen aan een groep die wekelijks een injectie met tirzepatide of een placebo kreeg. Noch de patiënt, noch de zorgverlener wisten welke behandeling er werd gegeven totdat de proeven waren afgerond. De behandeling werd 40 weken lang gegeven. In de andere drie onderzoeken (NCT #3987919, 03882970 en 03730662) werden de deelnemers willekeurig toegewezen aan een groep die óf tirzepatide óf een ander antidiabetisch medicijn kreeg, en de patiënt en de zorgverlener wisten welk medicijn er werd gegeven. De behandeling werd gegeven gedurende 40 tot 104 weken. Bij elk onderzoek werd HbA1c gemeten vanaf het begin tot het einde van het onderzoek en vergeleken tussen de tirzepatidegroep en de andere groepen.
De werkzaamheid van tirzepatide voor chronisch gewichtsbeheer (gewichtsvermindering en -behoud) in combinatie met een caloriearm dieet en verhoogde fysieke activiteit werd vastgesteld in twee gerandomiseerde, dubbelblinde, placebogecontroleerde onderzoeken bij volwassenen met obesitas of overgewicht met ten minste één gewichtsgerelateerde aandoening. In deze onderzoeken werd de gewichtsafname na 72 weken gemeten bij in totaal 2.519 deelnemers die eenmaal per week 5 mg, 10 mg of 15 mg tirzepatide kregen, en bij in totaal 958 deelnemers die eenmaal per week placebo-injecties kregen. In beide onderzoeken ervoeren deelnemers die tirzepatide kregen in alle drie de doseringen na 72 weken behandeling een statistisch significante afname van het lichaamsgewicht vergeleken met degenen die een placebo kregen, en een groter percentage deelnemers dat tirzepatide kreeg bereikte een gewichtsverlies van ten minste 5% vergeleken met degenen die een placebo kregen.

### Meta-analyse
Uit een meta-analyse uit 2021 bleek dat tirzepatide, gedurende een jaar klinisch gebruik, superieur bleek te zijn aan dulaglutide, semaglutide, degludec en insuline glargine wat betreft de glycemische werkzaamheid en de vermindering van obesitas.
In een dubbelblinde, gerandomiseerde, gecontroleerde fase III-studie, ondersteund door Eli Lilly, werden niet-diabetische volwassenen met een body mass index van 30 of hoger, of 27 of hoger en ten minste één gewichtsgerelateerde complicatie, met uitzondering van diabetes, gerandomiseerd om eenmaal per week subcutane tirzepatide (5 mg, 10 mg, of 15 mg) of placebo. De gemiddelde procentuele verandering in gewicht in week 72 was -15,0% (95% betrouwbaarheidsinterval [BI], -15,9 tot -14,2) bij wekelijkse doses van 5 mg tirzepatide, -19,5% (95% BI, -20,4 tot -18,5) bij doses van 10 mg en -20,9% (95% BI, -21,8 tot -19,9) bij doses van 15 mg. De gewichtsverandering in de placebogroep was -3,1% (95% BI, -4,3 tot -1,9).

## Maatschappij en cultuur

### Rechtspositie
De FDA heeft de aanvraag voor de prioriteitsbeoordeling van tirzepatide goedgekeurd. De FDA heeft Mounjaro in 2022 goedgekeurd voor gebruik in de Verenigde Staten.
In juli 2022 heeft het Comité voor geneesmiddelen voor menselijk gebruik van het Europees Geneesmiddelenbureau een positief advies uitgebracht, waarin het de verlening van een vergunning voor het in de handel brengen van het geneesmiddel Mounjaro aanbeveelt, dat bedoeld is voor de behandeling van type 2 suikerziekte. Tirzepatide werd in september 2022 in de Europese Unie goedgekeurd voor medisch gebruik.